# Йохан Райнхард II фон Ханау-Лихтенберг
Йохан Райнхард II фон Ханау-Лихтенберг (на немски: Johann Reinhard II von Hanau-Lichtenberg; * 23 януари 1628 в Бишвилер; † 25 април 1666 в Бишофсхайм ам хоен Щег, днес в Райнау) е граф от Графство Ханау-Лихтенберг.
Той е малкият син на граф Филип Волфганг фон Ханау-Лихтенберг (1595 – 1641) и на графиня Йохана фон Йотинген-Йотинген (1602 – 1639). Най-големият му брат Фридрих Казимир (1623 – 1685) наследява баща им като граф през 1641 г.

## Фамилия
Йохан Райнхард II се жени на 19 октомври 1659 г. в Бишвилер (Бишвайлер във Франция) за пфалцграфиня Анна Магдалена фон Пфалц-Цвайбрюкен-Биркенфелд (1640 – 1693), дъщеря на пфалцграф Христиан I фон Пфалц-Биркенфелд-Бишвайлер и Магдалена Катарина. Двамата имат пет деца:
- Йохана Магдалена (1660 – 1715), омъжена на 5 декември 1685 за граф Йохан Карл Август фон Лайнинген-Дахсбург-Хайдесхайм (1662 – 1698).
- Луиза София (1662 – 1751), омъжена на 27 септември 1697 за граф Фридрих Лудвиг фон Насау-Саарбрюкен-Отвайлер (1651 – 1728)
- Франциска Албертина (1663 – 1736), неомъжена
- Филип Райнхард (1664 – 1712), управлява от 1680 г. в Графство Ханау-Мюнценберг
- Йохан Райнхард II (1628 – 1666), управлява от 1680 г. в Графство Ханау-Лихтенберг и от 1712 г. и в Графство Ханау-Мюнценберг

Освен това той има извънбрачна връзка с офицерската дъщеря Мария Магдалена фон Линденау († сл. 1680). С нея той има един син:
- Йохан Райнхард фон Лихтенфелс (* 1656; † сл. 1689), военен на манастир Мюнстер, умира без наследници.